# ابراهیم مرحومی
ابراهیم بن عطاء مُرحومی (۱۵۹۲–۱۶۶۲م) فقیه شافعی مصری در سدهٔ یازدهم هجری/ هفدهم میلادی بود. نبستش به محلهٔ مُرحوم، منوفیه است و به الازهر درآمد و دانش آموختهٔ فقه و ادبیات شد. حاشیة علی شرح الإقناع و حاشیه علی شروط الجمزوری از آثار اوست.